# 잭 화이트홀
잭 화이트홀(영어: Jack Whitehall, 1988년 7월 7일 ~ )은 잉글랜드의 배우, 희극인, 각본가이다.

## 출연 작품
- 웬수같은 내 로봇 (2023) - 찰스 역
- 클리포드 더 빅 레드 독 (2021) - 케이시 하워드 역
- 정글 크루즈 (2021) - 맥그리거 하우튼 역
- 호두까기 인형과 4개의 왕국 (2018)
- 마더스 데이 (2016)
- 더 배드 에듀케이션 무비 (2015)
- 더 필링 너츠 코미디 나이트 (2014)
- 배드 에듀케이션 2 (2013)
- 배드 에듀케이션 1 (2012)
- 프레쉬 미트 시즌1 (2011)